# 第2海兵歩兵連隊 (フランス軍)
第2海兵歩兵連隊（だいにかいへいほへいれんたい、2e régiment d'infanterie de marine：2e RIMa）は、サルト県ル・マンに駐屯する、第9海兵軽機甲旅団隷下のフランス陸軍海兵隊の機械化歩兵連隊である。
兵種は歩兵、伝統的区分は海兵隊である。

## 沿革
- 1622年：リシュリュー卿の命により、大海原中隊として創設される。
- 1822年：ルイ18世の命により、海兵歩兵連隊となる。
- 1823年：スペイン立憲革命に介入、「聖ルイの息子」軍の一員として参加。
- 1829年：マダガスカルに遠征。
- 1831年：第2海兵歩兵連隊となる。
- 1842年：ソシエテ諸島に移駐。（～1847年まで）
- 1854年：ブレストに移駐。クリミア戦争に参加。
- 1862年：プエブラの会戦に参加。この時期はコーチシナやグアドループ及び清に派遣されている。
- 1863年：ル・マンに移駐する。
- 1885年：マダガスカルに遠征。
- 1889年：ダオメーに遠征。
- 1882年：セネガル、ニジェールに遠征。
- 1900年：第2植民地歩兵連隊に改編、義和団の乱に参加。
- 1910年：モロッコにおいて叛徒鎮定。
- 1914年：第3植民地歩兵師団隷下となる。第一次世界大戦において西部戦線各地を転戦する。
- 1942年：エル・アラメインの戦いに参加。
- 1944年：ドラグーン作戦に参加。
- 1946年：フランス領インドシナに派遣。第一次インドシナ戦争に参加（～1954年まで）。
- 1954年：アルジェリア戦争に参加（～1962年まで）。
- 1958年：再び第2海兵歩兵連隊に改編される。
- 1978年:チャドに派遣。
- 1991年:湾岸戦争に「ダゲ（Daguet）師団」の隷下部隊として派遣。
- 1995年:ユーゴスラビアに派遣。
- 1999年：第9海兵軽機甲旅団隷下となる。
- 2004年:コートジボワールに派遣。
- 2005年:チャドに派遣。

他にも、レバノン、中央アフリカ、アルバニア、カメルーン、コソボ、マリにも小規模の部隊を派遣した実績がある。

## 最新の部隊編成
- 連隊本部
- 本部管理中隊
- 第1中隊 - VAB
- 第2中隊 - VAB
- 第3中隊 - VAB
- 第4中隊 - VAB
- 偵察・支援中隊（1個偵察小隊、1個対戦車小隊、1個重迫撃砲小隊含む）
- 管理支援中隊（武器・車両・通信の整備など）
- 予備訓練中隊
- 訓練指導分遣隊

### 定員
- 連隊の人員構成は、約900名からなる。
- 約260台の車両を装備する。

## 主要装備
- GIAT BM92-G1
- FA-MAS
- FR-F2
- AAT-F1
- AA-52
- 12.7mm重機関銃
- RTF1 120mm迫撃砲
- LLR 81mm迫撃砲
- ERYX
- ミラン
- HOT
- VAB
- VAL
- P4
- TRM 2000
- TRM 10000
- GBC 180